# 埃芬漢縣 (喬治亞州)
埃芬漢縣（英語：Effingham County）是美國喬治亞州東部的一個縣，東鄰南卡羅萊納州。面積1,250平方公里。根據美國2000年人口普查，共有人口37,535人。縣治春田市（Springfield）。
成立於1777年2月5日，是該州最早成立的七個縣之一。縣名紀念因為反對攻打殖民地居民而辭職的湯瑪斯·霍華德，第三代埃芬漢伯爵。